# 林斯泰茲 (愛荷華州)
林斯泰德（英語：Ringsted）是一個位於美國愛荷華州埃米特縣的城市。

## 地理
林斯泰德的座標為43°17′42″N 94°30′32″W / 43.29500°N 94.50889°W，而該地的平均海拔高度為391米（即1283英尺）。

## 人口
根據2010年美國人口普查的數據，林斯泰德的面積為2.80平方千米，當中陸地面積為2.80平方千米，而水域面積為0.00平方千米。當地共有人口422人，而人口密度為每平方千米150人。